# پرنده‌باز
پرنده باز فیلمی به کارگردانی عطاءاله سلمانیان محصول سال ۱۳۸۹ است.

## بازیگران
- حسین یاری
- ماه چهره خلیلی
- هوشنگ توکلی
- مهران رجبی
- علی اوسیوند
- رضا فیاضی